# Список прем'єр-міністрів Куби
У статті подано список голів уряду Куби від 1940 року, коли конституцією було запроваджено посаду прем'єр-міністра, до сьогодення. Від 1976 до 2019 року посада називалась голова Ради міністрів.

## Список
| Порядок                    | Портрет          | Ім'я                                   | Початок терміну  | Завершення терміну | Примітки         |
| Прем'єр-міністри           | Прем'єр-міністри | Прем'єр-міністри                       | Прем'єр-міністри | Прем'єр-міністри   | Прем'єр-міністри |
| -------------------------- | ---------------- | -------------------------------------- | ---------------- | ------------------ | ---------------- |
| 1                          |                  | Карлос Едуардо Рамон Саладрігас-і-Саяс | 10 жовтня 1940   | 16 серпня 1942     |                  |
| 2                          |                  | Рамон Сайдін                           | 16 серпня 1942   | 16 березня 1944    |                  |
| 3                          |                  | Ансельмо Альєгро-і-Міла                | 16 березня 1944  | 10 жовтня 1944     |                  |
| 4                          |                  | Фелікс Лансіс Санчес                   | 10 жовтня 1944   | 13 жовтня 1945     |                  |
| 5                          |                  | Карлос Пріо Сокаррас                   | 13 жовтня 1945   | 1 травня 1947      |                  |
| 6                          |                  | Рауль Лопес дель Кастільйо             | 1 травня 1947    | 10 жовтня 1948     |                  |
| 7                          |                  | Мануель Антоніо де Варона              | 10 жовтня 1948   | 6 жовтня 1950      |                  |
| 8                          |                  | Фелікс Лансіс Санчес                   | 6 жовтня 1950    | 1 жовтня 1951      |                  |
| 9                          |                  | Оскар Ганс                             | 1 жовтня 1951    | 10 березня 1952    |                  |
| 10                         |                  | Фульхенсіо Батиста                     | 10 березня 1952  | 4 квітня 1952      |                  |
| Вакант (до 24 лютого 1955) |                  |                                        |                  |                    |                  |
| 11                         |                  | Хорхе Гарсія Монтес                    | 24 лютого 1955   | 26 березня 1957    |                  |
| 12                         |                  | Андрес Ріверо Агуеро                   | 26 березня 1957  | 6 березня 1958     |                  |
| 13                         |                  | Еміліо Нуньєс Портуендо                | 6 березня 1958   | 12 березня 1958    |                  |
| 14                         |                  | Гонсало Гуель-і-Моралес де лос Ріос    | 12 березня 1958  | 1 січня 1959       |                  |
| Вакант (до 5 січня 1959)   |                  |                                        |                  |                    |                  |
| 15                         |                  | Хосе Міро Кардона                      | 5 січня 1959     | 13 лютого 1959     |                  |
| Вакант (до 16 лютого 1959) |                  |                                        |                  |                    |                  |
| 16                         |                  | Фідель Кастро                          | 16 лютого 1959   | 3 грудня 1976      |                  |
| Голови Ради міністрів      |                  |                                        |                  |                    |                  |
| 16                         |                  | Фідель Кастро                          | 3 грудня 1976    | 24 лютого 2008     |                  |
| 17                         |                  | Рауль Кастро                           | 24 лютого 2008   | 19 квітня 2018     |                  |
| 18                         |                  | Мігель Діас-Канель                     | 19 квітня 2018   | 21 грудня 2019     |                  |
| Прем'єр-міністри           |                  |                                        |                  |                    |                  |
| 19                         |                  | Мануель Марреро Крус                   | 21 грудня 2019   |                    |                  |